# Rudolf Otto von Knüpffer
Rudolf Otto von Knüpffer (* 20. Februarjul. / 4. März 1831greg. in Klein Marien; † 10. Julijul. / 23. Juli 1900greg. in Reval) war ein deutsch-baltischer Architekt.

## Leben und Werk
Rudolf Otto war ein Sohn des Pastors Georg Magnus Knüpffer und der Anna, geb. von Weiß. Er schloss 1852 sein Architekturstudium an der Bauschule in Sankt Petersburg ab. Von 1860 bis 1878 war er Architekt des Gouvernements Estland mit dem Amtstitel „Gouvernements-Ingenieur“. Während dieser Zeit war er vorübergehend als Revaler Stadtarchitekt tätig. Er wurde mit dem Wladimir-Orden IV. Klasse ausgezeichnet. Die damit verbundene Nobilitierung wurde ihm 1871 erneut bestätigt. Bereits 1862 hatte er sich mit Wilhelmine von Krusenstern, einer Tochter des Polarforschers Paul Theodor von Krusenstern vermählt. 
Von Knüpffer ist besonders wegen der von ihm geleiteten Renovierung und dem Umbau der Häuser in der Revaler Altstadt im Stil des Historismus bekannt geworden. Daneben realisierte er zahlreiche bedeutende Architekturprojekte in der Gouvernements- und nachmaligen estnischen Hauptstadt.

## Architektur
Die wichtigsten Bauten von Knüpffers sind
- Industrieanlagen der Gasfabrik in Reval (1865)
- Baltischer Bahnhof in Reval (ab 1870)
- Revler Hauptfeuerwache, Vana Viru tänav 4 (1873)
- Wohnhaus, Koidula 2 in Catherinenthal (1879)
- Gebäude in Reval Lehmstraße 1 (1881)
- Fabrik F. Wiegand (ab 1883, heute: Tallinn, Põhja puiestee 21, heute Firma AS Ilmarine)
- Gebäude, heute: Tallinn, Estonia puiestee 8 (1895, heute Tallinner Stadtbibliothek)
- Evangelisch-lutherische Nikolaikirche in Hungerburg (1897–1900; 1944 zerstört)
- Arbeiterwohnungen für die Baumwollfabrik Balti Puuvillavabrik, heute: Tallinn, Sitsi tänav 11 (ausgeführt 1901–1905)